# موتوردكترلطفي (جهاد أباد كرمان)
موتوردكترلطفي (بالإنجليزية: Mowtowr-e Daktar Lotfa)‏ هي منطقة سكنية تقع في إيران في البلدة المركزية. يقدر عدد سكانها بـ 67 نسمة .